# Whiskyprovarglas

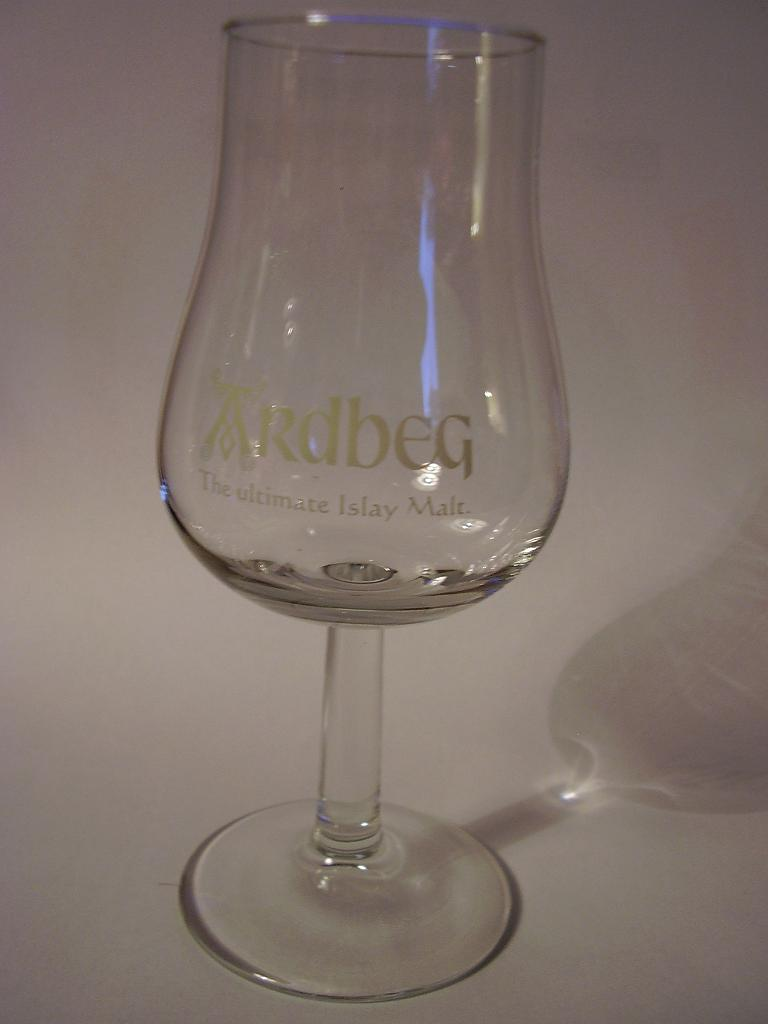
Ett typiskt whiskyprovarglas, försett med logotypen för whiskyn Ardbeg.

Ett whiskyprovarglas är ett mindre, tulpanformat glas på fot. Den vanligaste typen är 13-14 cm hög och rymmer dryga 13 cl till brädden. De fylls dock sällan med mer än 6 cl whisky. Vid en whiskyprovning är det vanligt att man endast fyller 1-2 cl, i förekommande fall så lite som 0,5 cl.
Till skillnad från ett vanligt whiskyglas är ett whiskyprovarglas konstruerat för att ge provaren en maximal doftupplevelse. Den vidare kroppen gör att doftämnena kommer i god kontakt med luften, och den avsmalnande öppningen koncentrerar ämnena, så att även de mest subtila dofter kan uppfattas.
Whiskyprovarglaset har mer och mer börjat användas även när whiskyn bara avnjutes socialt. Även om det vanligaste whiskyglaset i Sverige fortfarande är tumblern, (vanligen använd till whisky-on-the-rocks), så börjar whiskyprovarglaset att vinna mark. På många pubar och restauranger med engelsk, skotsk eller irländsk inriktning serveras whisky alltid i whiskyprovarglas.